# مسجد بن نبهان

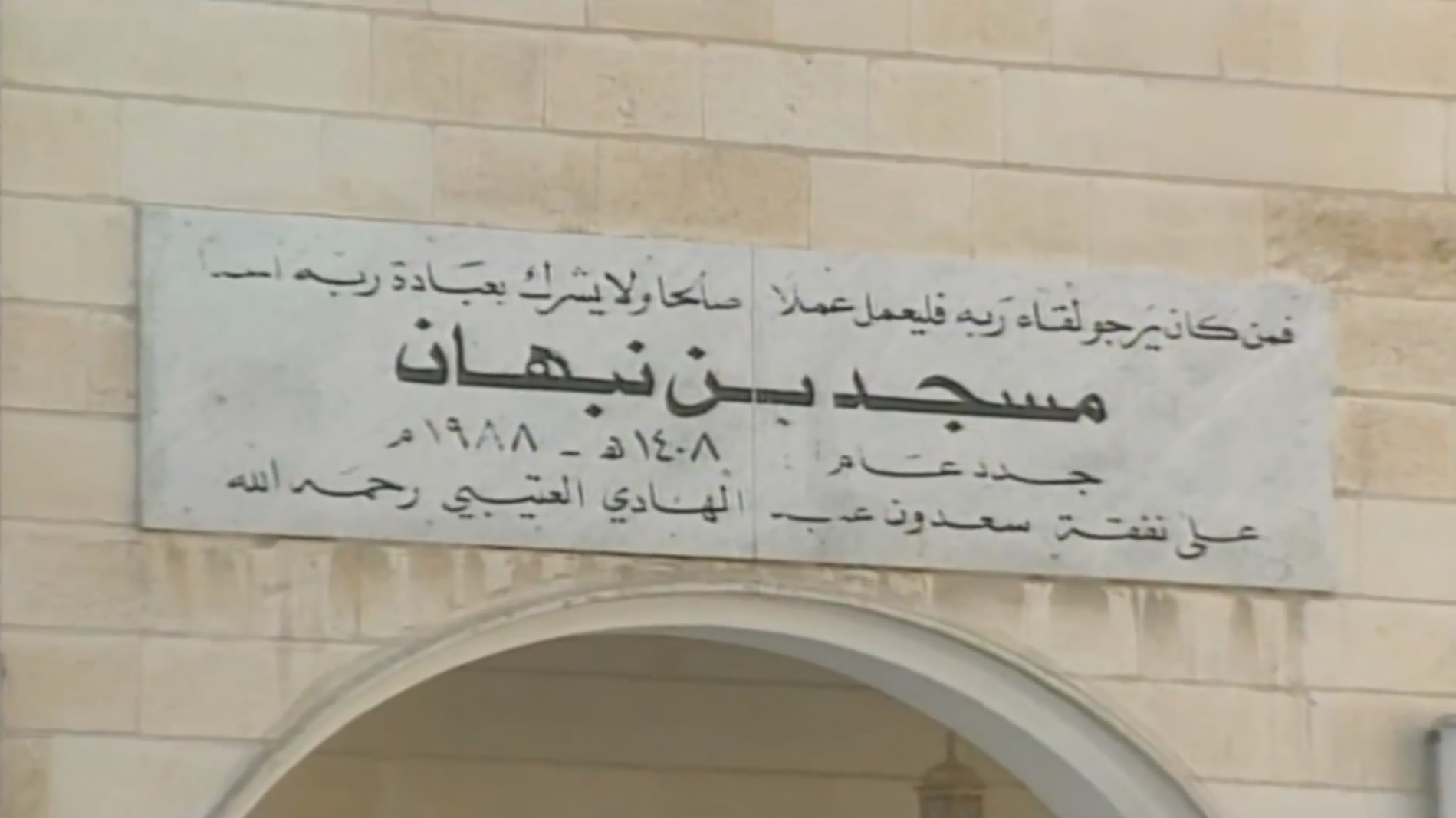
مسجد بن نبهان

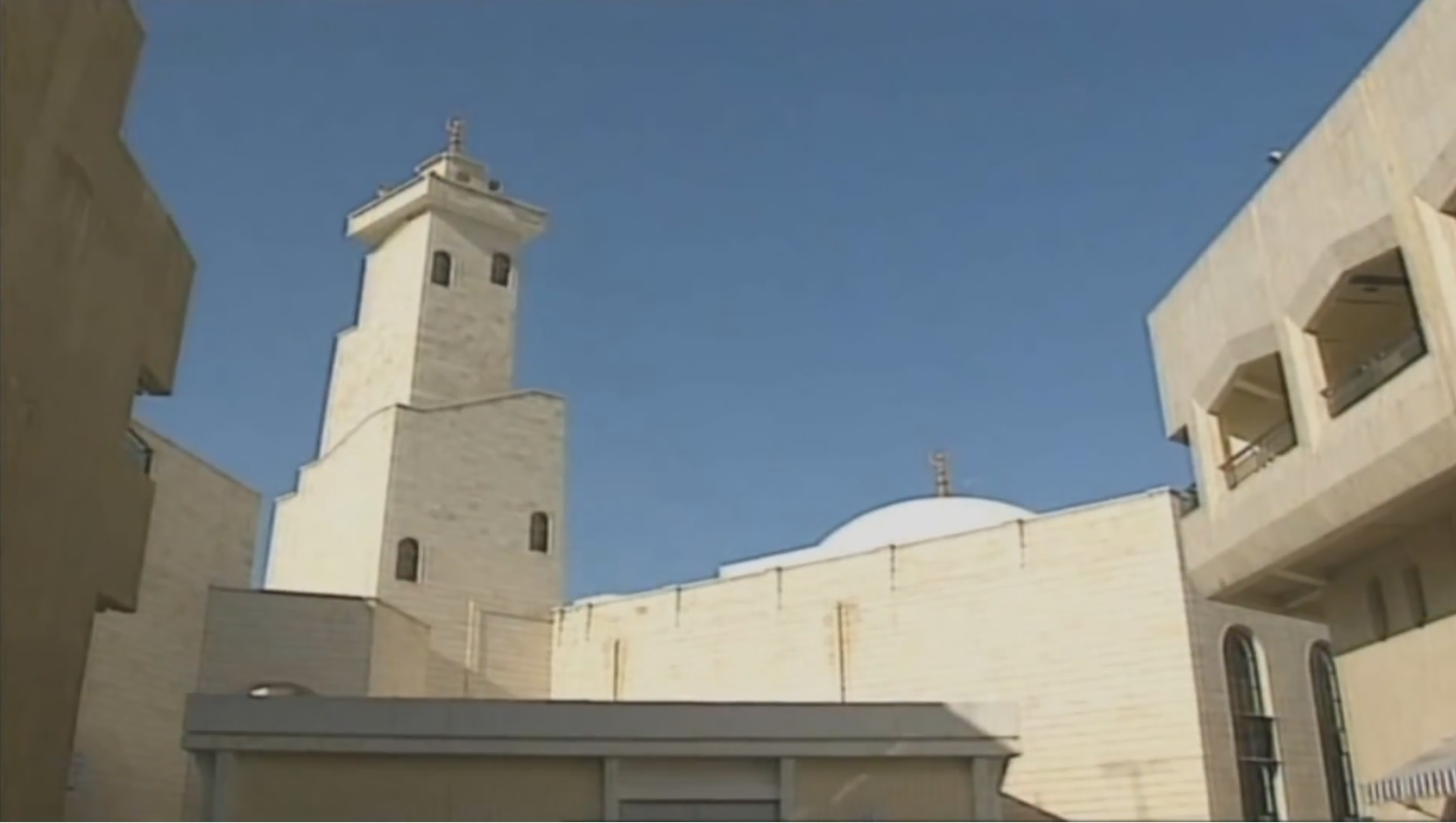
مسجد بن نبهان

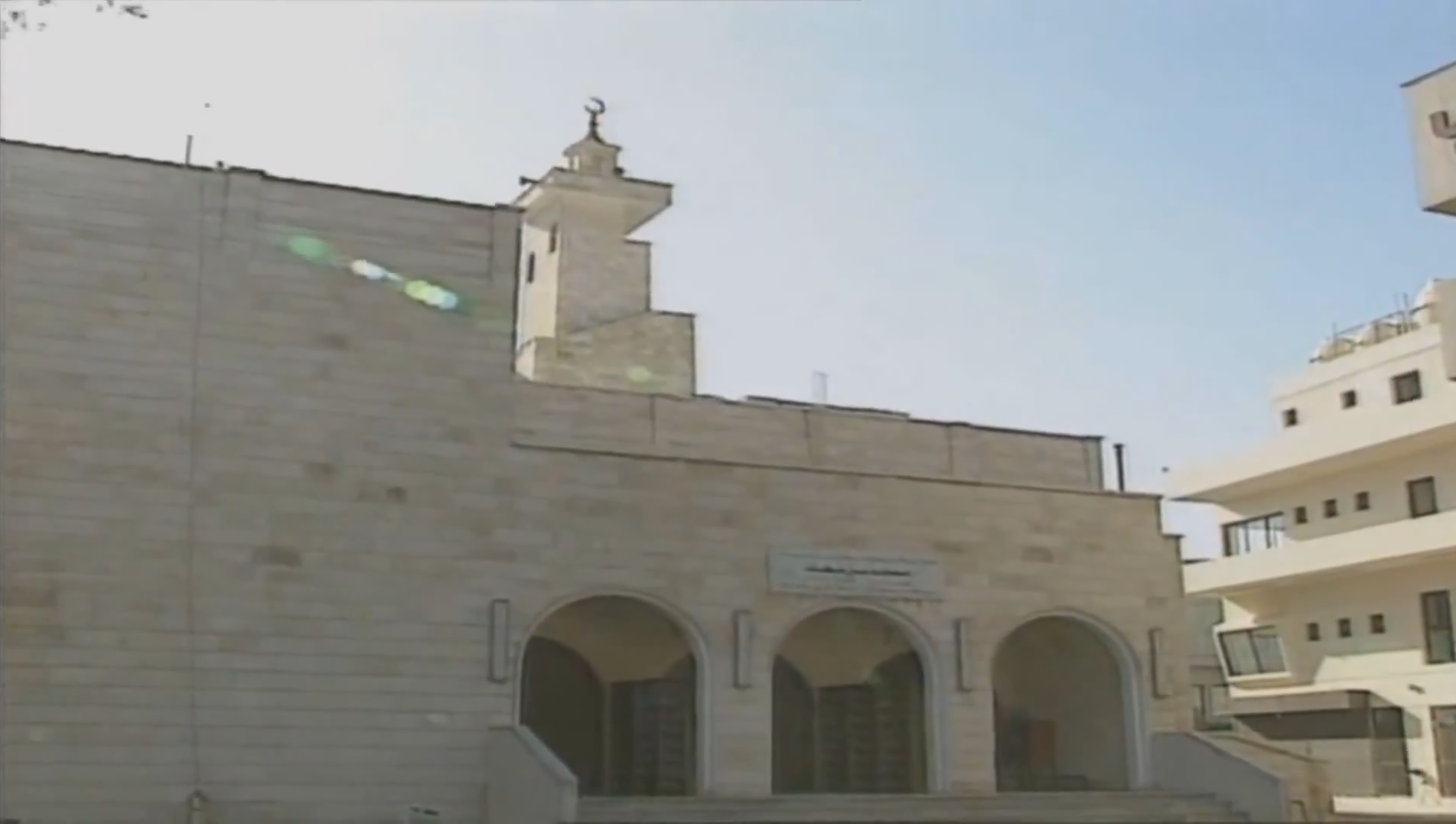
مسجد بن نبهان

مسجد بن نبهان هو مسجد كويتي يقع في مدينة الكويت أسسه إبراهيم بن نبهان عام 1291هـ الموافق 1871م وهو مجاور لديوان النبهان ومنزل إبراهيم النبهان في محلة بن نبهان في سوق الدعيج في دولة الكويت حيث أنه بعد بناء المنزل والديوان خُصصت قطعة أرض للمسجد وقف لله سبحانه وتعالى وتعاون الجيران في بناء المسجد كل على حسب قدرته من مجهود أو مال أو مساهمة عينية وعلى راسهم السيد/ محسن العازمي. وتكفل إبراهيم النبهان وابنه محمد بإمامة المسجد والأذان وخصصوا مدخول بعض محلات بن نبهان في (محلة النبهان) والذي يقع بينها المسجد لسد احتياجات المسجد. تم تجديد المسجد أكثر من أربع مرات من قبل متبرعين كرام وترتيبهم كالتالي :
1. عبد العزيز العتيقي
2. وزارة الاوقاف
3. عبد الهادي سعدون العتيبي في عام 1988م.

وبما أن مساجد القرون السابقة مساحتها ضئيلة لا تتعدى 40 إلى 50 متر مربع فقد ثمنت الدولة المنزل والديوان وقررت
الدولة ضمهم إلى المسجد لزيادة مساحة المسجد التي تصل الآن إلى 1650 متر مربع.
ويقوم حاليأ أبناء إبراهيم محمد إبراهيم النبهان وهم (محمد ونبهان وحصة وفاطمة وأحمد ونورة وإلهام وعبد العزيز) في إعادة بناء المسجد بعد أخذ موافقة الجهات الرسمية في دولة الكويت تبرعأ منهم لوجه الله تعالى وسوف يتم الانتهاء من مشروع البناء في عام 2016م باذن الله تعالى.